# Pelargonium longifolium
Pelargonium longifolium là một loài thực vật có hoa trong họ Mỏ hạc. Loài này được Jacq. mô tả khoa học đầu tiên.

## Hình ảnh

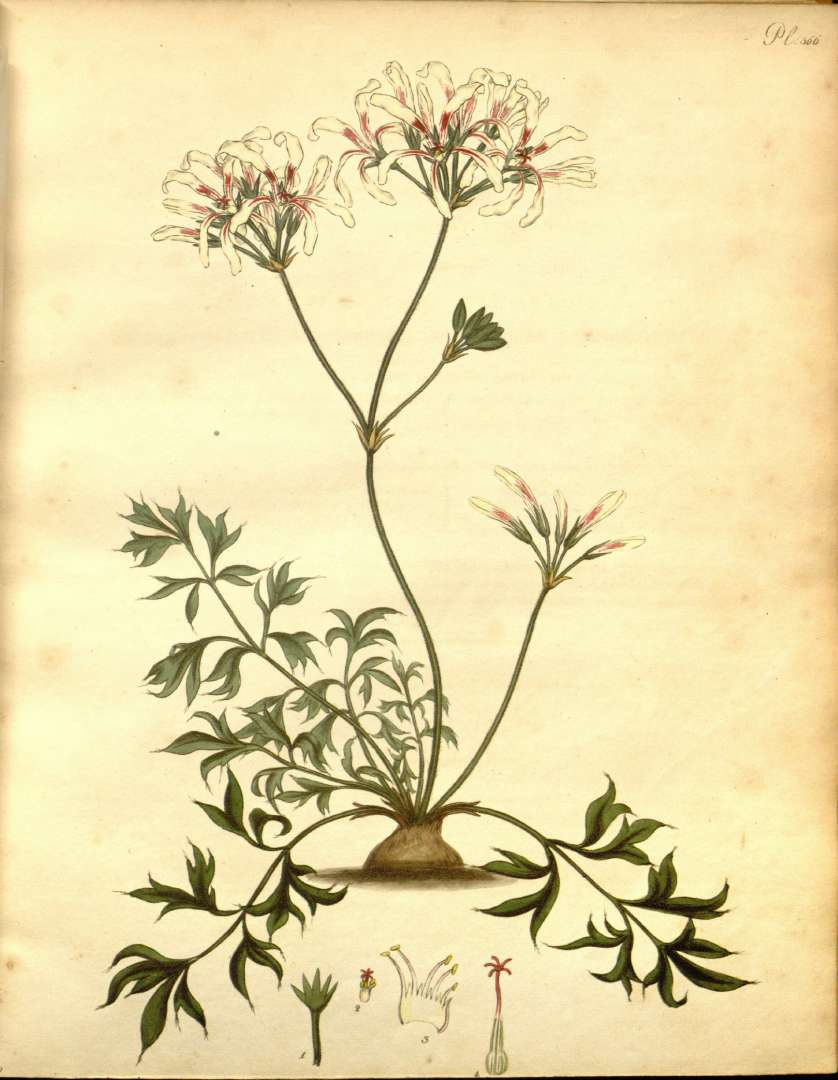